# Филипсбург (Џорџија)
Филипсбург (енгл. Phillipsburg) насељено је место без административног статуса у америчкој савезној држави Џорџија.

## Демографија
По попису из 2010. године број становника је 707, што је 180 (-20,3%) становника мање него 2000. године.
| Група             | 2000.       | 2010.       |
| Белци             | 22 (2,5%)   | 31 (4,4%)   |
| Афроамериканци    | 838 (94,5%) | 666 (94,2%) |
| Азијати           | 0 (0,0%)    | 1 (0,1%)    |
| Хиспаноамериканци | 21 (2,4%)   | 12 (1,7%)   |
| Укупно            | 887         | 707         |